# Promachus ugandiensis
Promachus ugandiensis är en tvåvingeart som beskrevs av Ricardo 1920. Promachus ugandiensis ingår i släktet Promachus och familjen rovflugor. Inga underarter finns listade i Catalogue of Life.